# Bruce T. Draine

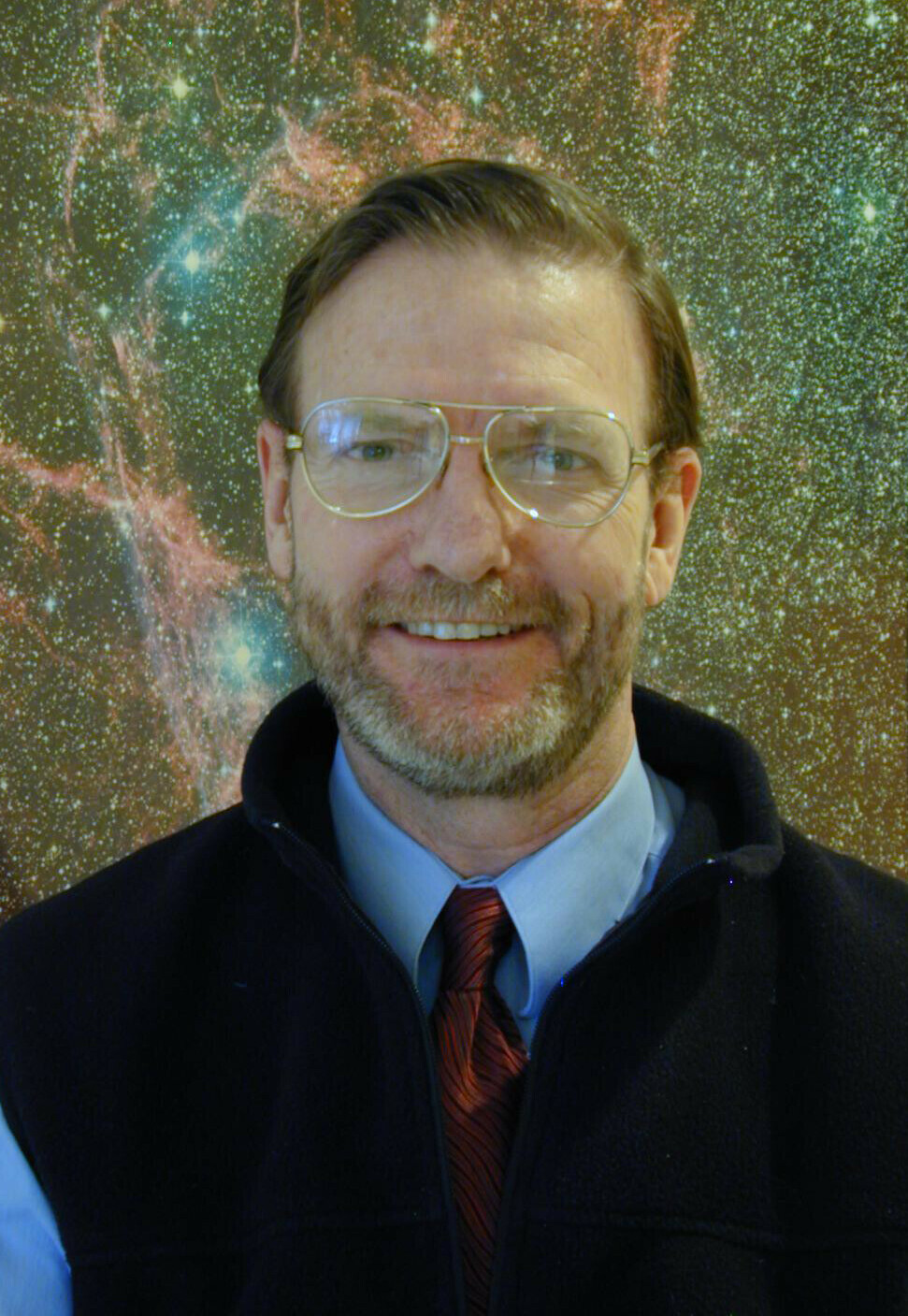
Bruce T. Draine, 2005

Bruce Thomas Draine (* 19. November 1947 in Kalkutta) ist ein US-amerikanischer Astrophysiker.

## Leben
Draine studierte bis 1969 am Swarthmore College (Bachelor-Abschluss) und anschließend an der Cornell University mit einem Master-Abschluss 1975 in Experimentalphysik. 1978 wurde er mit einer Arbeit auf dem Gebiet der theoretischen Physik an der Cornell University promoviert (Ph.D.). Von 1979 bis 1982 war er am Institute for Advanced Study in Princeton tätig. 1981 wurde er Assistant Professor und 1984 Associate Professor am Department of Astrophysical Sciences der Princeton University, seit 1990 ist er ordentlicher Professor. Von 1996 bis 1998 war er Direktor des Princeton University Observatory.
Sein Hauptarbeitsgebiet ist die theoretische Astrophysik, speziell die Physik des interstellaren Mediums und kosmischen Staubs.
Von 1982 bis 1986 war er Forschungsstipendiat der Alfred P. Sloan Foundation (Sloan Research Fellow).

## Auszeichnungen
- 2004: Dannie-Heineman-Preis für Astrophysik.
- 2007: Mitglied der National Academy of Sciences

## Schriften (Auswahl)
- Bruce T. Draine, Piotr. J. Flatau: Discrete-Dipole Approximation for Scattering Calculations. In: Journal of the Optical Society of America A. Band 11, Nr. 4, 1994, S. 1491–1499.
- Joseph C. Weingartner, B. T. Draine: Dust Grain-Size Distributions and Extinction in the Milky Way, Large Magellanic Cloud, and Small Magellanic Cloud. In: Astrophysical Journal. Band 548, Nr. 1, 2001, S. 296–309.
- B. T. Draine: Interstellar Dust Grains. In: Annual Review of Astronomy and Astrophysics. Band 41, 2003, S. 241–289, doi:10.1146/annurev.astro.41.011802.094840.